# بید انگور اروپایی
بید انگور اروپایی (نام علمی: Lobesia botrana) نام یک گونه از سرده شاپرک تاک است.